# Batalla de Krivói Rog
La Batalla de Krivói Rog es un enfrentamiento militar en curso entre las Fuerzas Armadas de Rusia y las Fuerzas Armadas de Ucrania alrededor de la ciudad de Krivói Rog que comenzó el 15 de marzo de 2022 durante la invasión rusa de Ucrania.

## Batalla

### Febrero
Rusia lanzó ataques aéreos en Krivói Rog el 24 de febrero.

### Marzo
El 7 de marzo, las tropas rusas estaban luchando en Zaporiyia cuando algunos se dirigieron a Krivói Rog para rodear Zaporiyia.
Más tarde, el 15 de marzo, los soldados rusos estaban supuestamente en las afueras de Krivói Rog, y se informó de bombardeos en la zona. Muchos civiles huyeron de la ciudad mientras continuaban los combates. El 18 de marzo, soldados rusos y ucranianos estaban luchando en la ciudad.